# Кубок домашних наций 1907
Кубок домашних наций 1907 (англ. 1907 Home Nations Championship — Чемпионат домашних наций 1907) — 25-й в истории регби Кубок домашних наций, прародитель современного регбийного Кубка шести наций. Турнир прошёл с января по март.
Победу на турнире единолично одержала Шотландия в 8-й раз в своей истории, выиграв также Тройную корону (5-ю в своей истории). Один выставочный внеконкурсный матч провела сборная Франции, сыграв против Англии в Лондоне.

## Итоговая таблица
| Место | Сборная   | Игры    | Игры   | Игры  | Игры      | Очки в матчах* | Очки в матчах* | Очки в матчах* | Очки в турнире** |
| Место | Сборная   | Сыграно | Победы | Ничьи | Проигрыши | Забито         | Пропущено      | Разница        | Очки в турнире** |
| ----- | --------- | ------- | ------ | ----- | --------- | -------------- | -------------- | -------------- | ---------------- |
| 1     | Шотландия | 3       | 3      | 0     | 0         | 29             | 9              | +20            | 6                |
| 2     | Уэльс     | 3       | 2      | 0     | 1         | 54             | 6              | +48            | 4                |
| 3     | Ирландия  | 3       | 1      | 0     | 2         | 20             | 53             | −33            | 2                |
| 4     | Англия    | 3       | 0      | 0     | 3         | 12             | 47             | −35            | 0                |

*В этом сезоне очки начислялись по следующим правилам: попытка — 3 очка, забитый после попытки гол — 2 очка, дроп-гол — 4 очка, гол с отметки и гол с пенальти — по 3 очка.

**Два очка за победу, одно за ничью, ноль за поражение.

## Сыгранные матчи
- 5 января 1907, Лондон: Англия 41:13 Франция (неофициальный матч)
- 12 января 1907, Суонси: Уэльс 22:0 Англия
- 2 февраля 1907, Эдинбург: Шотландия 6:3 Уэльс
- 9 февраля 1907, Дублин: Ирландия 17:9 Англия
- 23 февраля 1907, Эдинбург: Шотландия 15:3 Ирландия
- 9 марта 1907, Кардифф: Уэльс 29:0 Ирландия
- 16 марта 1907, Лондон: Англия 3:8 Шотландия